# Middlesbrough
Middlesbrough (wym. [ˈmɪdəlzbrə]) – miasto w północno-wschodniej Anglii w hrabstwie ceremonialnym North Yorkshire, w dystrykcie (unitary authority) Middlesbrough, położone nad rzeką Tees, nieopodal jej ujścia do Morza Północnego. W 2021 roku miasto liczyło 148 215 mieszkańców.
Na południe od miasta znajduje się park narodowy North York Moors. W mieście znajduje się stacja kolejowa Middlesbrough.
Rodzinne miasto Jamesa Cooka oraz Chrisa Rea.
W mieście rozwinął się przemysł maszynowy, chemiczny, stoczniowy, elektrotechniczny, metalowy, włókienniczy oraz hutniczy.
Od 1970 r. w mieście działa politechnika.

## Miasta partnerskie
- Middlesboro, Stany Zjednoczone
- Dunkierka, Francja
- Oberhausen, Niemcy
- Masvingo, Zimbabwe